# Holden Sandman
De Holden Sandman was een automodel van het automerk Holden uit Australië. De Sandman werd in vier series gebouwd tussen 1974 en 1980. Het model bestond uit een Utility- en een Panel Van-uitvoering. Het was in feite de standaard Ute en Panel Van met het uitrustingsniveau van de Holden Premier en de Holden Monaro.

## Geschiedenis

### Eerste generatie (HQ-HZ, 1974–1980)
De Holden Ute en - Panel Van bestonden al sinds lange tijd en waren gericht op landbouwers en vaklieden als een comfortabel én functioneel voertuig. Begin jaren 1970 wilde Holden die eigenschappen ook combineren tot een sportief recreatievoertuig. In januari 1974 werden de eerste Sandman-modellen gelanceerd in de Holden HQ-serie. Aangezien die serie een paar maanden later al ten einde liep werden er hiervan maar weinig geproduceerd. In de opvolgende HJ-serie werd de Sandman wel een volwaardig model dat samen met de andere modellen werd geïntroduceerd. Vanaf deze serie werd de Panel Van-versie Sandman Van genoemd. In de tweede helft van de jaren zeventig groeide de Sandman in Australië uit tot een icoon. Vooral onder jongeren stond het model symbool voor vrijheid, zon, strand en surfen. Toen de jaren 1980 aanbraken was die rol echter uitgespeeld, en samen met de HZ-serie verdween in 1980 ook de Sandman. De Panel Van ging daarop nog wel door in de WB-serie, maar ook dat model verdween midden jaren 1980.
In 2000 was nog een conceptauto van een nieuwe Sandman te zien op het autosalon in Melbourne. Het voertuig was gebaseerd op de VU Ute en was ontwikkeld op basis van een samenwerking met Mambo, een producent van surfuitrusting. Er was echter niet genoeg respons van het publiek om hem op de assemblagelijn te brengen.

## Series

### Eerste generatie
- 1974: Holden HQ en Holden HJ
- 1976: Holden HX
- 1977: Holden HZ

## Submodellen
- 1974–1980: Utility
- 1974–1974: Panel Van
- 1974–1980: Van